# Fylkesväg 864
Fylkesväg 864 (norska: Fylkesvei 864) är en sekundär fylkesväg i Tromsø kommun i Troms fylke i norra Norge som går mellan Tomasjord, en stadsdel inom staden Tromsø som ingår i tätorten Tromsdalen och byn Oldervik vid Ullsfjorden. Vägen är 38,7 kilometer lång och asfalterad. Den passerar bland annat genom tätorterna Movik och Kjosen.
Vägen ansluter till:
- Europaväg 8 (vid Tomasjord)